# Gerliswil
Gerliswil (toponimo tedesco) è una frazione del comune svizzero di Emmen, nel distretto di Hochdorf (Canton Lucerna).

## Geografia fisica
Assieme a Emmenbaum ed Emmenweid Gerliswil costituisce Emmenbrücke, la frazione maggiore di Emmen.

## Monumenti e luoghi d'interesse
- Chiesa parrocchiale cattolica della Sacra Famiglia, eretta nel 1956-1958[1][2];
- Cappella cattolica in località Erlen, eretta nel XV secolo e ampliata nel 1751[1][2];
- Chiesa riformata, eretta nel 1934[1][2].